# 萨阿迪亚·果昂
萨阿迪亚·果昂（阿拉伯语：‎ / Saʻīd bin Yūsuf al-Fayyūmi,  Sa'id ibn Yusuf al-Dilasi, Saadia ben Yosef aluf, Sa'id ben Yusuf ra's al-Kull；希伯來語：‎；882/892年—942年）是阿巴斯王朝时期犹太教的一位重要的拉比、哲学家、解经学家，犹太-阿拉伯语文学奠基人。他主要以阿拉伯语进行创作，作品涉及希伯来语语言学、哈拉卡、犹太教哲学。